# Nicholas Shackleton
Nicholas John Shackleton (Londen, 23 juni 1937 — Cambridge, 24 januari 2006) was een Britse geoloog en klimatoloog gespecialiseerd in het klimaat in het Kwartair. Hij was een achterneef van de ontdekkingsreiziger Ernest Shackleton en de zoon van de geoloog Robert Shackleton.
Shackleton haalde zijn Bachelor in natuurkunde en Ph.D. in geochemie aan het Clare College van de Universiteit van Cambridge. De rest van zijn loopbaan bracht hij aan deze universiteit door, waar hij uiteindelijk hoogleraar was.
Shackleton was een van de belangrijkste onderzoekers in de paleoceanografie en een pionier in het gebruik van massaspectrometrie bij het bepalen van veranderingen in zuurstof isotopen in kalkrijke microfossielen. Aan de hand van deze isotopenverhoudingen kunnen reconstructies van het klimaat op Aarde worden gemaakt. Hij onderzocht ook de laatste omkering van het aardmagnetisch veld die 780.000 jaar geleden plaatsvond. Het best bekend is hij echter van een artikel in Science uit 1976, waarin hij samen met J.D. Hays en J. Imbrie aan de hand van kernen van oceaansediment liet zien dat klimaatveranderingen in de afgelopen paar miljoen jaar samenvallen met cyclische variaties in de omloopbaan van de Aarde rond de Zon (de zogenaamde Milanković cycli).
Veel van Shackletons latere onderzoek was gericht op het opstellen van nauwkeurige tijdsschalen waarbij hij de periodische variaties in diepzee-sedimenten correleerde aan de hoeveelheid inkomend zonlicht. Door de Milanković cycli varieert de hoeveelheid inkomend zonlicht op een bepaalde breedtegraad langs de geologische tijdschaal. Deze methode van datering is veel preciezer dan andere methodes, en geeft bovendien inzicht in de snelheid van en mechanismen waarmee klimaatverandering plaatsvindt.
In 2000 publiceerde Shackleton een artikel waarin de relatie tussen zuurstofisotopen in diepzee-sedimentkernen met isotopenverhoudingen uit ijskernen van Antarctica worden vergeleken. Het doel hiervan is het effect van een ijstijd (een periode waarin veel water uit de oceanen opgeslagen ligt in ijs op de polen) op de isotopenverhouding in het (diepe) zeewater te onderzoeken. Een van de resultaten van onderzoek naar de Antarctische ijskernen was dat een sterke overeenkomst kon worden aangetoond tussen de hoeveelheid CO2 in de atmosfeer en het temperatuurverloop over de afgelopen 400 000 jaar.
Shackleton was vanaf 1995 directeur van het Godwin Institute of Quarternary Research aan de Universiteit van Cambridge.

## Onderscheidingen
- Fellow of the Royal Society vanaf 1985
- Crafoord Prize samen met Willi Dansgaard in 1995
- Wollaston medaille in 1996
- geridderd in 1998 en sindsdien mag hij als sir benoemd worden
- Milankovitch Medal in 1999
- Vetlesen Prijs in 2004
- Blue Planet Prize in 2005

## Genoemde publicatie
- J.D. Hays, J. Imbrie & N.J. Shackleton, 1976: Variations in the Earth's orbit: pacemaker of the ice ages in Science, v 194, n 4270, p 1121

- Bibliothèque nationale de France: cb124483341 (data)
- CiNii: DA0331480X
- Gemeinsame Normdatei: 1042969906
- International Standard Name Identifier: 0000 0000 6649 4702
- Library of Congress Control Number: n85381702
- Nationale Bibliotheek van Israël: 987007425426905171
- SNAC: w69b0m2d
- Système universitaire de documentation: 148143709
- Virtual International Authority File: 54242569
- WorldCat: E39PBJtcFGmHW7jCw4pYMyKyBP